# Sean Klaiber
Sean Desmond Klaiber (* 31. Juli 1994 in Nieuwegein) ist ein niederländisch-surinamischer Fußballspieler. Der rechte Außenverteidiger steht beim Brøndby IF unter Vertrag und ist surinamischer Nationalspieler.

## Karriere

### Verein
Sean Klaiber wurde in Nieuwegein, einer Stadt südlich von Utrecht, geboren und begann mit dem Fußballspielen bei VVIJ im nahegelegenen IJsselstein, bevor er – über Umwege bei der Fußballschule von Ajax Amsterdam sowie bei JSV Nieuwegein und bei SV Geinoord in seinem Geburtsort – im Nachwuchsleistungszentrum des FC Utrecht landete. Am 5. August 2013 debütierte er beim 1:1 im Heimspiel in der „Beloften Eredivisie“, einer Spielklasse für Reserveteams von Profivereinen, gegen Feyenoord Rotterdam in einem Pflichtspiel in der Reservemannschaft der Utrechter. In der Folgezeit gehörte Klaiber oft zum Profikader und am 23. Februar 2014 folgte im Alter von 19 Jahren sein Debüt in der Eredivisie, als er beim 1:0-Heimsieg am 25. Spieltag gegen den FC Groningen in der Startformation stand. In der Hinrunde der Folgesaison kam er wieder oft in der Reservemannschaft zum Einsatz und absolvierte für die Profimannschaft in der höchsten niederländischen Spielklasse lediglich ein Spiel, woraufhin er in der Winterpause an den Ligakonkurrenten FC Dordrecht verliehen wurde. In Dordrecht erkämpfte sich Sean Klaiber einen Stammplatz und kam dort abwechselnd auf verschiedenen Positionen zum Einsatz. In der Sommerpause 2015 kehrte er nach dem Ende des Leihvertrages zum FC Utrecht zurück und kam dort nun regelmäßig zum Einsatz, wobei er überwiegend auf seiner angestammten Position als rechter Außenverteidiger eingesetzt wurde, allerdings verpasste er die komplette Rückrunde aufgrund einer Leistenverletzung. In der neuen Saison kam Klaiber auch wegen einer Leistenverletzung sowie wegen einer Knöchelverletzung zu lediglich zehn von 34 möglichen Punktspielen. So kam er zeitweise in der Reservemannschaft zum Einsatz. Die Saison 2016/17 beendete der FC Utrecht als Sieger in den Play-off-Spielen um die Teilnahme an der UEFA Europa League. In der Qualifikation schieden die Utrechter in den Play-offs gegen Zenit St. Petersburg aus und verpassten somit die Gruppenphase. Unabhängig davon gelang Sean Klaiber im Ligaalltag der Durchbruch und kam, abwechselnd als rechter Außenverteidiger und als rechter Mittelfeldspieler eingesetzt, in 33 Punktspielen zum Einsatz. Wie in der vorangegangenen Saison hatte der FC Utecht die Qualifikation für die UEFA-Europa-League-Play-offs geschafft, schied allerdings im Finale gegen Vitesse Arnheim aus. In der Folgesaison kam es in den Finalspielen erneut zu einem Duell mit den Arnheimern, nun behielt allerdings der FC Utrecht mit Sean Klaiber, der in jeder Partie in den Play-offs gespielt hatte, die Oberhand. Allerdings schied der Verein in der zweiten Qualifikationsrunde zur „EL“ gegen den bosnischen Vertreter HSK Zrinjski Mostar aus. Die Saison 2019/20 war die zunächst letzte Spielzeit von Sean Klaiber im Trikot des FC Utrecht. Diese endete mit einem vorzeitigen Saisonabbruch im Frühjahr 2020, der aufgrund der COVID-19-Pandemie notwendig geworden war.
In der Sommertransferperiode der Saison 2020/21 wechselte er – nachdem er noch zweimal in Punktspielen für den FC Utrecht zum Einsatz gekommen war – zu Ajax Amsterdam, wo er einen Vertrag bis 2023 erhielt. Klaiber war anfänglich regelmäßig zum Einsatz gekommen, fand sich allerdings in der Folgezeit öfters auf der Ersatzbank wieder und kam so bis zum Saisonende auf lediglich 15 Punktspieleinsätze. In seiner ersten Saison bei den Ajacieds kam er auch zu seinen ersten Pflichtspielen gegen ausländische Klubs: So lief er in der Champions League auf und kam dort zu drei Einsätzen. Dabei schied Ajax Amsterdam in der Gruppenphase als Dritter aus und spielte somit in der Europa League weiter, wo die Amsterdamer im Viertelfinale gegen die AS Rom ausschied. In diesem Wettbewerb kam Klaiber zu ebenfalls drei Einsätzen. Zudem stand er bei einem Spiel im niederländischen Pokal auf dem Platz und trug somit sowohl zum Gewinn sowohl der niederländischen Meisterschaft als auch des Pokals in dieser Saison für Ajax bei. Während der gesamten nächsten Saison fiel er wegen eines Kreuzbandrisses aus.
Ende August 2022 kehrte er zum FC Utrecht zurück und unterschrieb dort einen Vertrag bis zum Ablauf der Saison 2023/24. Es dauerte nicht lange, bis er sich einen Stammplatz als rechter Außenverteidiger erkämpfte. Mit dem FC Utrecht schied der Spieler im KNVB-Beker im Viertelfinale gegen den Amateurverein SV Spakenburg aus, in der Liga erreichte der Verein die ligainternen Play-offs um die Teilnahme an der UEFA Europa Conference League. Dort schied der FC Utrecht im Halbfinale nach einem 1:2-Heimniederlage im Hinspiel sowie einer Auswärtsniederlage nach Elfmeterschießen im Rückspiel gegen Sparta Rotterdam aus.
Im September 2023 wechselte Klaiber nach Dänemark zum Brøndby IF. Er unterschrieb einen Zweijahresvertrag, nachdem der Verein eine Ablösesumme gezahlt hatte.

### Nationalmannschaft
Im Oktober 2013 absolvierte Sean Klaiber zwei Spiele für die niederländische U20-Nationalmannschaft. Im Jahr 2015 kam er zu vier Einsätzen für die U21-Nationalmannschaft. Später entschied sich Klaiber, für die Suriname zu spielen und nahm mit dieser am CONCACAF Gold Cup 2021 teil. Am 13. Juli 2021 gab er im Gruppenspiel gegen Jamaika sein Debüt für die surinamische Nationalmannschaft teil. Mit seiner Mannschaft schied Sean Klaiber nach der Gruppenphase aus, dabei kam er in allen drei Gruppenspielen zum Einsatz.

## Erfolge
- niederländischer Meister: 2020/21
- niederländischer Pokalsieger: 2020/21